# (9970) 1992 ST1
(9970) 1992 ST1 là một tiểu hành tinh vành đai chính. It orbits the Sun once every 4.67 năm.
Được phát hiện ngày 16 tháng 9 năm 1992 bởi A. Sugie, Tên chỉ định của nó là 1992 ST1.